# Clematis tongluensis
Clematis tongluensis är en ranunkelväxtart som först beskrevs av Brühl, och fick sitt nu gällande namn av Michio Tamura. Clematis tongluensis ingår i släktet klematisar, och familjen ranunkelväxter. Utöver nominatformen finns också underarten C. t. mollisepala.